# Graomys griseoflavus
Graomys griseoflavus és una espècie de mamífer rosegador de la família dels cricètids de Sud-amèrica: l'Argentina, Bolívia, el Brasil i el Paraguai.